# Edifici del Seminari Conciliar de Barcelona
L'Edifici del Seminari Conciliar de Barcelona ocupa la totalitat de l'illa delimitada pels carrers de la Diputació, Balmes, Enric Granados i Consell de Cent, i està catalogat com a bé amb elements d'interès (categoria C). Actualment, acull la Facultat de Teologia de Catalunya, la Facultat de Filosofia de la Universitat Ramon Llull, la Biblioteca Pública Episcopal, l'Institut Superior de Ciències Religioses de Barcelona, l'Ateneu Universitari Sant Pacià, i el Museu Geològic del Seminari de Barcelona.

## Història
En aplicació d'un decret del Concili de Trento (1563), que creava els seminaris com a centres destinats a la formació dels sacerdots, el 1593 el bisbe de Barcelona Joan Dimas Lloris va destinar un edifici a acollir el Seminari Conciliar. Aquest era situat al carrer de Montalegre i prestà el seu servei fins al 1772, quan va ser traslladat a l'antic Col·legi de Cordelles de la Rambla, al costat de l'Església de Betlem, on romangué fins al 1878, en què novament es traslladà a la casa Magarola del carrer dels Tallers.
El 10 de març del 1877, el Seminari adquirí uns primers terrenys «tras la nueva Universidad» amb una superfície de més de 13.000 m² per 548.407,20 pessetes, que es van ampliar progressivament fins a arribar a tota la superfície de l'illa delimitada pels carrers d'Enric Granados, Diputació, Balmes i Consell de Cent.
Finalment, el 30 d'octubre del mateix any es convocà el concurs de projectes per al nou edifici, al que només es va presentar l'arquitecte vigatà Antoni de Ferrer. Segons es desprèn de dues cartes, la primera, enviada pel vicari capitular el dia 28 de setembre del 1878, i la segona, enviada per l'aleshores rector del Seminari, Mossèn Salvador Casañas el 5 d'octubre del mateix any, es tractà d'un encàrrec directe a Elias Rogent i Amat, autor de l'edifici històric de la Universitat de Barcelona.
Les obres van començar l'11 d'octubre del 1878, i la primera pedra es va col·locar el 4 de maig de l'any 1879, durant el pontificat del bisbe Urquinaona. Els treballs de fonamentació duraren fins l'1 d'octubre del 1880, i el febrer del 1882, els seminaristes ocuparen el nou edifici, encara no acabat. Rogent morí l'any 1897, i l'arquitecte Bernardí Martorell i Puig rebé l'encàrrec d'acabar el conjunt (li són atribuïts el mur perimetral, el saló d'actes i diferents elements de la façana), i les obres s'executaren entre el juny del 1903 i el 4 desembre del 1904, quan es produí la inauguració oficial.
Durant la Setmana Tràgica de l'any 1909, el Seminari fou assaltat i incendiat parcialment. Durant la Guerra Civil espanyola (1936-1939), fou saquejat i va tenir diferents utilitats: seu de la Universitat Popular de les Joventuts Llibertàries, alberg de refugiats de guerra, hospital, camp de presoners i residència per als presos de diversos camps de treball de Barcelona. Després del conflicte, fou ràpidament restaurat i els seminaristes hi retornaren, però a partir del 1970 anaren a viure a residències de diferents indrets de Barcelona, quedant-hi només les institucions acadèmiques. El 1984 s'hi inicià un procés de rehabilitació per a acollir la comunitat de seminaristes i professors, que s'hi instal·laren de nou totalment l'any 1999, distribuïts en tres residències.
A partir d'un conveni signat el 1999, l'any 2000 es va portar a terme la rehabilitació de 5.305 m² de jardins, que es van obrir al públic, i el 2002 es va substituir el mur original del 1888 per una nova tanca metàl·lica de 364 m de perímetre. El 2014, el cardenal arquebisbe de Barcelona Lluís Martínez Sistach anuncià que la nova Facultat Antoni Gaudí s'ubicaria al mateix edifici.

## Descripció
Es tracta d'un complex religiós i educatiu de planta en forma de creu grega, que deixa a les quatre cantonades uns espais buits d'edificació inicialment ocupats per jardins. Comprèn planta baixa i tres pisos i teulada a doble vessant amb un potent ràfec sustentat per mènsules. L'elevada alçada dels sostres ha permès en alguns indrets crear un pis intermedi.
El conjunt d'edificacions segueix les línies de l'arquitectura medievalista, tant de moda en aquells moments i més exactament del que es coneix com a neoromànic i utilitza, excepte a l'edifici de l'església, materials de poca qualitat (obra arrebossada, teula àrab, etc.) per donar una imatge d'austeritat. Les façanes són sòbries, amb un parament cobert d'estuc trencat per les cantonades i les obertures emmarcades amb pedra.
L'accés principal es troba al carrer de la Diputació, i també hi ha un accés secundari al carrer d'Enric Granados, que permet accedir directament al Seminari Menor. La façana principal està realitzada amb carreus, amb un portal central cobert per una arquivolta sostinguda per pilastres que al timpà presenta un mosaic policrom. Aquest portal dona accés a un vestíbul rectangular amb terra de mosaic geomètric i sostres amb motllures de guix. Des d'aquest punt es pot accedir al primer dels tres claustres que estructuren interiorment l'edifici, al voltant dels quals es desenvolupen les diferents dependències. Aquests patis-claustre recorden els de la veïna Universitat, tant per la seva tipologia com pels elements formals utilitzats. A la dreta del vestíbul s'accedeix per una escala noble a la sala d'actes, espai profusament decorat on destaca l'enteixinat del sostre, el treball de ferro de les baranes de les tribunes i les columnes jaspiades, entre d'altres.
Al centre s'alça l'església, de planta de creu llatina, situada perpendicularment al carrer de la Diputació. Dins de l'església destaquen les tribunes de les naus laterals, els vitralls emplomats de les obertures i, especialment, el cimbori octogonal que se situa al centre de tota la composició de l'edifici, que s'inspira en el que executà a Ripoll, i que és un dels elements més visibles del conjunt. Dins de l'església destaca també l'orgue, fabricat l'any 1929 per l'empresa de Silvio Puggina Felisati Fábrica de Órganos de Nuestra Señora de Montserrat, tot i que inicialment es destinà per a l'Exposició Universal de Barcelona d'aquell mateix any; l'orgue ja instal·lat al cor de la capella s'inaugurà el 16 de març de 1946. Les façanes van ser reformades entre 1942 i 1944.